# 다람쥐 둥지

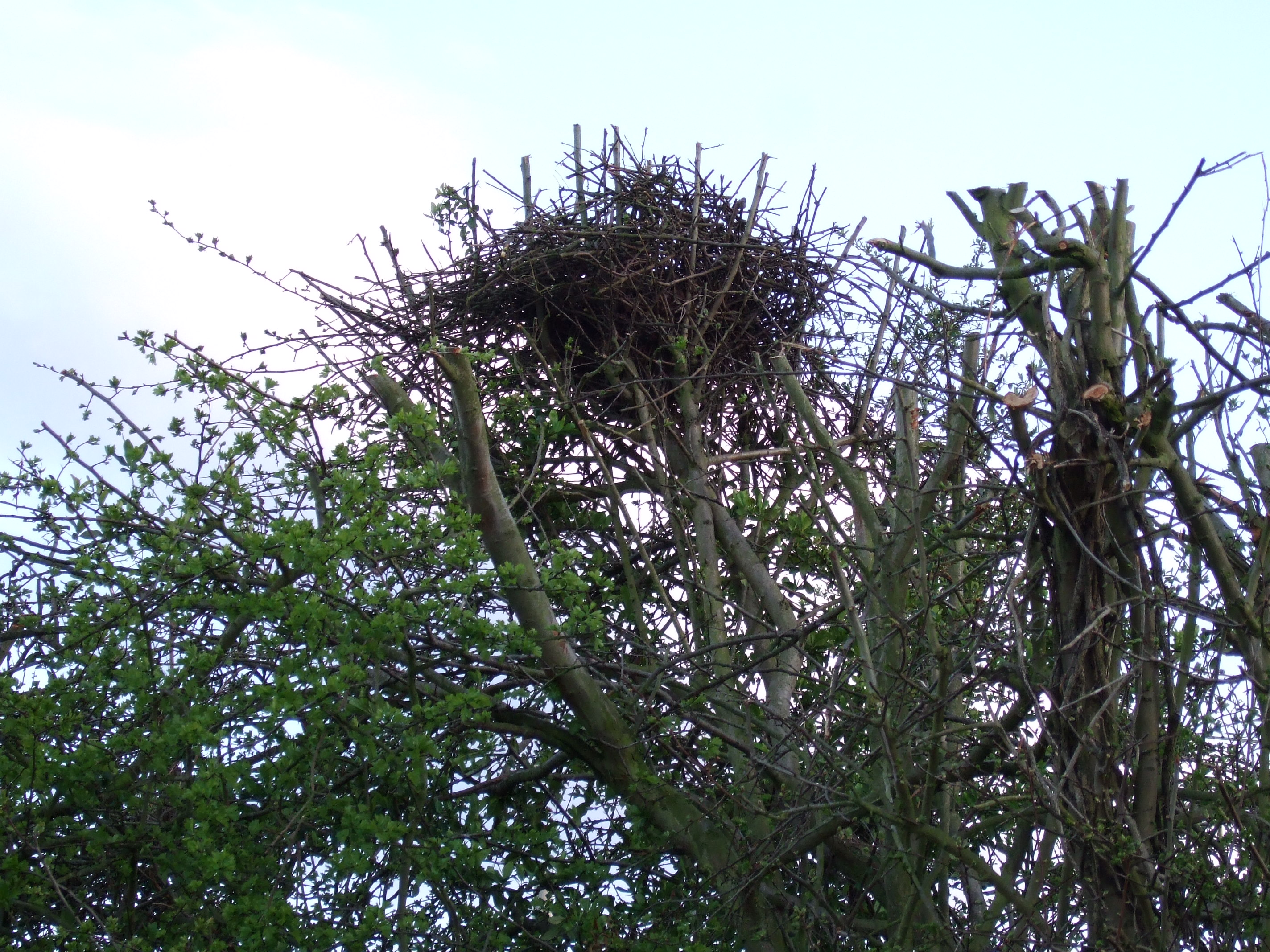
동부회색다람쥐의 둥지

다람쥐 둥지는 다람쥐나 날다람쥐의 둥지이다. 주로 높은 나무 위쪽에 나뭇가지나 마른 이파리 등으로 만들어진다. 둥지를 짓는 다람쥐들은 이곳에서 새끼를 기르며 천적으로부터 보호를 받는다.